# Démo (musique)
Pour les articles homonymes, voir démo.
En musique, une démo (en Europe), un démo (en Amérique du Nord) ou une maquette est l'enregistrement non définitif d'une chanson. Il peut être destiné à démarcher un professionnel de la musique (un producteur ou une maison de disques). Les versions démos font parfois l'objet d'une commercialisation, comme titres bonus sur un disque ou en téléchargement.

## Description
Pour un chanteur, la démo peut être, lors d'un enregistrement, la reprise d'une chanson afin de faire entendre sa voix. Une démo peut également être une composition d'un musicien où ne figurent pas encore les paroles, celles-ci y seront ajoutées a posteriori. Exemple : le DJ Spiller avait composé une démo appelée Mighty Miami, le morceau définitif, Groovejet (If This Ain't Love), sera chanté par Sophie Ellis-Bextor. Ainsi, la démo est en quelque sorte le « brouillon » d'une chanson. La musique ou la mélodie de la version finale d'un titre sera bien souvent différente de celle de la démo, de même que les paroles (parfois pour cause de censure).

## Historique

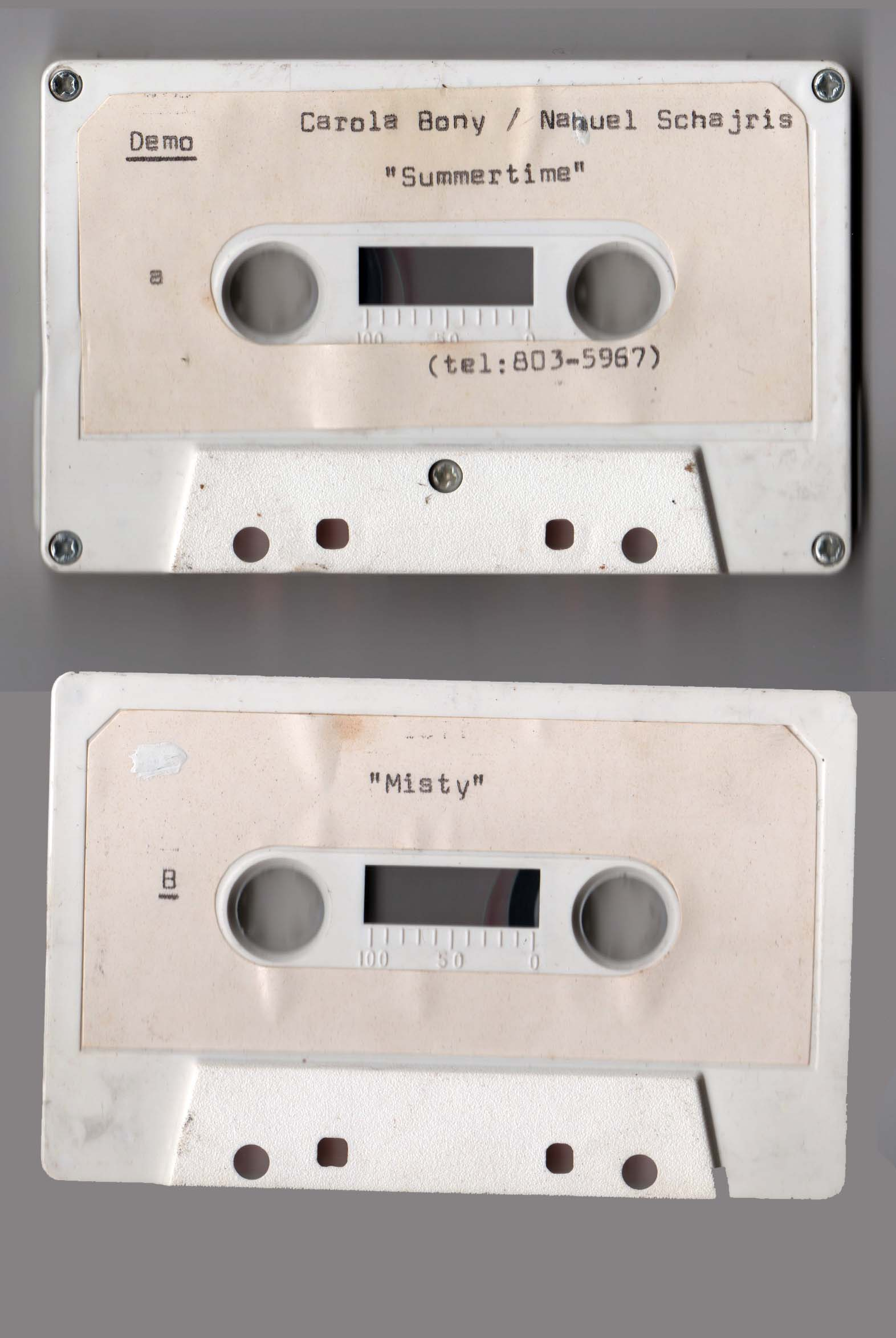
Cassette contenant deux morceaux démo d'une artiste, avec le titre des chansons et le numéro de téléphone de l'artiste.

Dans les années 1980 et 1990, les démos étaient généralement enregistrées sur un support cassette, seul dispositif permettant un enregistrement maison avant la démocratisation des graveurs de CD. Par la suite, le CD gravé (ou CD-R) est très vite devenu le support privilégié, avant de laisser la place au fichier MP3 transmis par voie électronique.
Dans les années 2000 et 2010, la révolution numérique et la dématérialisation du matériel de traitement du son, le matériel se voyant de plus en plus remplacé par le logiciel, concourent à cet accès de plus en plus facile à un enregistrement de qualité. Certains artistes peuvent ainsi financer un enregistrement très professionnel, ou même l'enregistrer en autoproduction complète, sans avoir besoin de le faire presser ou fixer sur un support physique. Résulte aussi de tout ceci un certain alignement des productions sur le plan de la qualité formelle, et ainsi une exigence de qualité de la démo réhaussée afin de servir de premier filtre à la découverte par les professionnels de la musique. Ce phénomène amplifie également l’abondance des productions et tend à rendre flous les éléments qui permettaient de distinguer la démo (ou maquette) du véritable morceau fini.